# Детуш, Франц Сераф фон
Франц Сераф фон Детуш (нем. Franz Seraph Destouches; 1772—1844) — немецкий капельмейстер, дирижёр, пианист, виолончелист и композитор.

## Биография
Франц Сераф Детуш родился 21 января 1772 года в городе Мюнхене. Учился музыке у Йозефа Гайдна и Теодора Грюнбергера

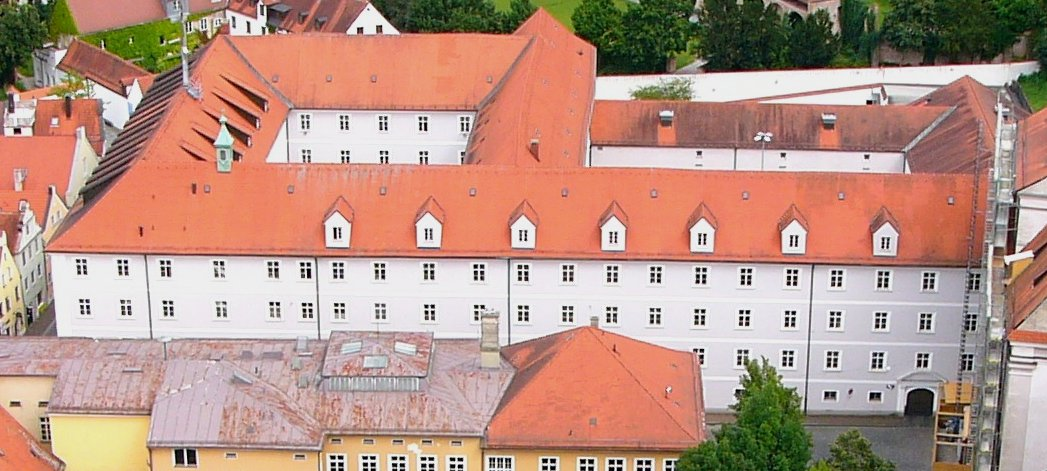
Университет Ландсхута

Играл на виолончели в оркестре князя Эстерхази, затем, в качестве пианиста, совершил несколько концертных туров по Австрии и Швейцарии.
С 1811 по 1814 год преподавал городе Ландсхуте музыкальные дисциплины в местном университете.
Кроме месс, весьма известных в Германии, Детуш написал: оперы «Die Thomas Nacht» (1792) и «Missverständniss»; хоры к драме «Die Hussiten von Naumburg»; увертюры к «Мессинской невесте», «Орлеанской деве» и другае, а также концерты для разных инструментов; фортепианные сонаты; вариации и другие инструментальные сочинения.
В 1842 году Франц Сераф фон Детуш вернулся в родной город, где и прожил до самой кончины 9 декабря 1844 года в родном городе.
Среди его известных учеников был, в частности, Иоганн Готлоб Тёпфер.